# Hilbertův hotel
Hilbertův hotel (také paradox Hilbertova hotelu nebo paradox nekonečného hotelu) je myšlenkový experiment, který ilustruje kontraintuitivní vlastnosti nekonečných množin. Paradox ukazuje, že plně obsazený hotel s nekonečným počtem pokojů může přesto ubytovat další hosty, dokonce i nekonečně mnoho hostů, a tento proces lze opakovat nekonečněkrát.
Myšlenkový experiment poprvé představil německý matematik David Hilbert v přednášce z ledna 1925, kterou pronesl v Göttingenu v rámci přednáškového cyklu o nekonečnu. Široce známým se stal až po roce 1947, kdy jej popularizoval fyzik George Gamow ve své knize One Two Three... Infinity.

## Popis paradoxu

### Základní varianta
Představme si hotel s nekonečným počtem pokojů očíslovaných 1, 2, 3, 4, 5, ... bez horní hranice. Každý pokoj je obsazen jedním hostem. V běžném konečném hotelu by při této situaci už nebylo možné ubytovat žádného nového hosta. V Hilbertově hotelu však existuje řešení.
Když přijde nový host, recepční jednoduše požádá všechny stávající hosty, aby se přestěhovali do pokoje s číslem o jedničku vyšším: host z pokoje 1 se přestěhuje do pokoje 2, host z pokoje 2 do pokoje 3, a tak dále. Protože pokojů je nekonečně mnoho, každý stávající host najde místo v novém pokoji a pokoj číslo 1 se uvolní pro nově příchozího hosta.

### Konečný počet nových hostů
Stejným způsobem lze ubytovat libovolný konečný počet nových hostů. Pokud přijde n nových hostů, každý stávající host se přestěhuje z pokoje číslo k do pokoje číslo k + n, čímž se uvolní prvních n pokojů pro nové hosty.

### Nekonečný počet nových hostů
Paradox se stává ještě překvapivějším, když uvážíme příchod nekonečného počtu nových hostů. I v tomto případě existuje řešení: každý stávající host se přestěhuje z pokoje číslo n do pokoje číslo 2n (tedy do pokoje s dvojnásobným číslem). Tím se obsadí všechny sudé pokoje a uvolní se všechny liché pokoje, kterých je nekonečně mnoho, pro nekonečný počet nových hostů.

### Nekonečně mnoho autobusů
Nejsložitější varianta uvažuje příjezd nekonečného počtu autobusů, z nichž každý přiváží nekonečný počet cestujících. Tento problém má řešení pomocí prvočísel: stávající hosté se ubytují do pokojů, jejichž čísla jsou mocninami čísla 2 (pokoje 2, 4, 8, 16, ...), hosté z prvního autobusu do pokojů s čísly, která jsou mocninami čísla 3 (pokoje 3, 9, 27, ...), hosté z druhého autobusu do pokojů s čísly, která jsou mocninami čísla 5, a tak dále podle dalších prvočísel. Tento proces mimochodem navíc ponechá volné všechny pokoje, jejichž číslo není mocninou žádného prvočísla, tedy pokoje 1, 6, 10 atd., a těch je také nekonečně mnoho.

## Historické pozadí
Hilbert poprvé představil svůj hotel v nepublikovaných přednáškách, které konal v Göttingenu během zimního semestru 1924-1925. Tyto přednášky byly zaznamenány jeho asistentem Lotharem Nordheimem a byly publikovány teprve v roce 2013. V přednáškách Hilbert používal příklad hotelu a také příklad tanečního večírku k ilustraci rozdílu mezi konečnými a nekonečnými množinami.
Paradox zůstal prakticky neznámý až do roku 1947, kdy jej George Gamow popsal ve své populárně-naučné knize One Two Three... Infinity. Gamow se s Hilbertovým příkladem pravděpodobně seznámil během svého pobytu v Göttingenu v roce 1928. Gamow paradox použil k vysvětlení možnosti existence nekonečně velkého vesmíru v kosmologii.

## Matematické pozadí
Hilbertův hotel ilustruje veridický paradox – vede ke kontraintuitivnímu výsledku, který je však matematicky správný. Paradox lze pochopit pomocí Cantorovy teorie množin a pojmu spočetné nekonečno.
V běžném konečném hotelu je počet lichých pokojů vždy menší než celkový počet pokojů. V Hilbertově hotelu však množství lichých pokojů není menší než celkový počet pokojů. Matematicky řečeno má podmnožina obsahující liché pokoje stejnou mohutnost jako množina všech pokojů.
Nekonečné množiny se vyznačují tím, že mají vlastní podmnožiny se stejnou mohutností jako původní množina. Pro spočetné množiny (množiny se stejnou mohutností jako přirozená čísla) existuje bijekce, která zobrazuje spočetnou nekonečnou množinu na množinu přirozených čísel.

## Filozofické a teologické souvislosti
Hilbert sám považoval nekonečno pouze za matematickou ideu, která nemá místo v reálném světě. Jak napsal: „Nekonečno se nikde v realitě nenachází. Neexistuje ani v přírodě, ani neposkytuje legitimní základ pro racionální myšlení.“
Od 70. let 20. století se Hilbertův hotel používá v filozofických a teologických diskusích o možnosti existence aktuálního nekonečna. Někteří filozofové, jako William Lane Craig, argumentují, že absurdita Hilbertova hotelu dokazuje nemožnost existence aktuálního nekonečna v reálném světě, což má důsledky pro kosmologický argument pro existenci Boha.

## Souvislost s kosmologií
Gamow používal Hilbertův hotel k ilustraci možnosti nekonečně velkého vesmíru. Argumentoval, že stejně jako nekonečný hotel může pojmout nekonečný počet hostů, aniž by byl přeplněný, může nekonečný prostor pojmout libovolné množství hmoty.

## Související paradoxy
Hilbertův hotel patří mezi řadu paradoxů ilustrujících problematiku nekonečna, jako jsou Zenónovy paradoxy, Russellův paradox nebo Olbersův paradox. Všechny tyto paradoxy ukazují, jak může lidská intuice při práci s nekonečnem selhávat.